# Quercypsitta
Quercypsitta — викопний рід папугоподібних птахів, що існував у ранньому еоцені (37—34 млн років тому). Рід виділяється в окрему родину Quercypsittidae.

## Таксономія
Родина Quercypsittidae, очевидно, була раннім відгалуженням папуг, які поширилися в Європу і вимерли в міоцені. Вимирання збіглося з періодом глобального похолодання, коли їхні родичі — предки сучасних африканських та азійських папуг, заселили тепліші райони на південь від ареалу Quercypsittidae.
Інколи до родини включають вид Palaeopsittacus.

## Скам'янілості
Викопні рештки птаха знайдені у відкладеннях формації Фосфорити Керсі у Франції. Вид Q. sudrei відомий з декількох кісток стопи та крил, а вид Q. ivani з решток трьоїх коракоїдів.